# ولفنشتاین
ولفنشتاین (به انگلیسی: Wolfenstein) سری بازی‌های ویدئویی تیراندازی اول شخص است و داستان نسخه‌های آن در تاریخ جایگزین در جنگ جهانی دوم روایت می‌شود. اولین نسخهٔ این سری در تاریخ ۱۹۸۱ برای رایانه‌های شخصی منتشرشد.